# Drasteriodes limata
Drasteriodes limata is een vlinder uit de familie spinneruilen (Erebidae). De wetenschappelijke naam is voor het eerst geldig gepubliceerd in 1884 door Christoph.
De soort komt voor in tropisch Afrika.